# Gelastorhinus dubia
Gelastorhinus dubia är en insektsart som beskrevs av Willemse, C. 1932. Gelastorhinus dubia ingår i släktet Gelastorhinus och familjen gräshoppor. Inga underarter finns listade i Catalogue of Life.